# 小早川隆景
小早川隆景（1533年—1597年7月26日），日本戰國時代至安土桃山時代的武將及大名。毛利元就的三男，母親為吉川國經之女——妙玖夫人（妙玖為死後的法名），毛利隆元及吉川元春之同母弟。竹原小早川家第十四代家督、沼田小早川家第十六代家督。成功將小早川兩家合二為一，作為輔佐本家毛利家的『毛利兩川』的其中一人，致力於毛利家的發展，主要負責海邊的山陽道擔任毛利水軍的指揮官。在豐臣政權之下，受到豐臣秀吉的信任，於文祿年間（普遍說法）出任五大老的其中一人。

## 略歷

### 繼承小早川氏
天文2年（1533年），作為毛利元就及妙玖夫人的三子出生。幼名德壽丸。
天文11年（1541年），安藝國豪族小早川分家的竹原小早川氏的第十三當主——小早川興景在沒有子嗣的情況下去世，於是竹原小早川家的重臣請求元就將德壽丸過繼竹原小早川家，在大內義隆的勸說之下元就答應了過繼的請求，同時德壽丸獲賜名隆景。由於興景的妻子是毛利元就的侄女（毛利興元之女），是隆景的從姊堂姊，因此隆景在毫無障礙的情況下過繼竹原小早川家。天文14年（1544年），隆景正式以從弟堂弟的身分成為竹原小早川家的十四代家督。
天文16年（1547年）大内義隆進攻備後神邊城時，隆景也跟隨出兵，此為隆景的初陣。當時，隆景率領小早川軍攻陷神邊城的支城龍王山砦而建立軍功，獲得義隆大力讚賞。
另一方面，小早川氏本家沼田小早川家的第十五代家督——小早川繁平年幼且體弱多病，加上雙目失明，因此部分家臣非常質疑繁平的能力，覺得跟著這麼一個家督遲早會完蛋，反觀分家竹原的隆景儀表堂堂，初陣即大獲全勝。因此，沼田小早川家的家臣分為繁平派及隆景派。天文19年（1550年），大內義隆及元就合謀，支持以乃美隆興與乃美宗勝為中心的隆景擁立派，先將被懷疑與尼子氏通敵的繁平拘禁，再逼其隱居及出家，然後讓隆景迎娶繁平之妹（亦即日後的問田夫人），以女婿的名義入嗣沼田小早川家，繼承沼田小早川家的第十六代家督之位。隆景的上位使得身分成為竹原小早川家第十四代家督、沼田小早川家第十六代家督，成功將小早川本家沼田小早川家與分家竹原小早川家合二為一。原先繁平派的田坂全慶等重臣多遭到肅清。
隆景原先進入沼田小早川家的據點高山城，但翌年天文21年（1552年），於沼田川對岸的新高山城築城，作為新的據點。

### 毛利兩川的體制
自此，小早川家被編入毛利家一門，成為毛利家直轄的精良水軍。隆景率領的小早川水軍在弘治元年（1555年）的嚴島之戰中，擊敗陶晴賢率領的大內水軍並將其封鎖在海上。同時，隆景派出乃美宗勝說服村上水軍加盟毛利軍，為毛利家的勝利作出巨大的貢獻。其後，弘治3年（1557年），隆景參與周防國及長門國的攻略，討伐大內家。
同年，元就隱居，隆景的長兄——毛利隆元繼任毛利家家督。隆景與兄長元春繼續支持毛利本家的發展。永祿6年（1563年），隆元急病去世，由隆元的長子——毛利輝元繼位。隆景與元春扶助年幼的輝元。相對活躍於軍事攻略的元春，隆景活用水軍的情報力，主要擔當家中的政務及外交事務。隆景其後先在永祿5年（1562年）至永祿9年（1566年）的月山富田城攻略中消滅尼子氏，然後在永祿10年（1567年），為了協助河野氏出兵伊予國，攻擊大洲城並勸降宇都宮豐綱。不久，為了與大友氏抗衡而向九州出兵。元龜2年（1571年），元就去世，隆景與元春成為毛利家的兩大支柱，繼續與尼子氏、大內氏的餘黨及大友氏戰鬥。

### 與信長及秀吉的戰鬥
步入天正2年（1574年），織田信長的勢力的擴張逐漸對毛利氏的勢力產生不良的影響。同年，播磨國的浦上宗景接受信長的支援，與毛利家開戰。天正3年（1575年），三村元親與織田家通敵，背叛毛利家，隆景遂討伐三村家，但同時，豐後國的大友宗麟又與信長聯絡，從後攻擊毛利家的領土，隆景又率領水軍與大友軍戰鬥。
天正4年（1576年），由於受到幕府將軍足利義昭的誘說，毛利家正式與織田家絕交，元春及隆景分別從山陰、山陽二道攻擊織田家。在第一次木津川口之戰中，以小早川水軍及村上水軍為主力軍的毛利水軍擊敗織田家的九鬼水軍，救援作為信長包圍網的核心勢力的石山本願寺。不過，在兩年後（天正6年，亦即1578年）的第二次木津川口之戰中，毛利水軍敗給配備鐵甲船的九鬼水軍，失去海上的統治權。同年，作為信長包圍網的主力軍之一的上杉謙信急病去世，令石山本願寺在天正8年（1580年）不得不與信長議和，信長包圍網於是崩潰。
另一方面，織田家的山陽道攻略的司令官——羽柴秀吉（亦即其後的豐臣秀吉）運用軟硬兼施的手段，處處壓制毛利家。天正7年（1579年），備前國大名的宇喜多直家背叛毛利家、投靠織田家。翌年，投靠毛利家的別所長治隨著三木城的陷落而自殺。其後的天正9年（1581年），因幡鳥取城被織田家攻陷，城主吉川經家自殺。
天正10年（1582年），清水宗治駐守的備中高松城受到秀吉的圍攻。隆景及輝元、元春率領毛利家的三萬名主力軍前去救援。正當隆景、輝元及元春與秀吉的三萬將士抗衡著，剛剛消滅武田家的信長亦準備帶領為數三萬的軍隊支援秀吉。隆景預想到，當信長的援軍來到的時候，毛利家的勝算不大，於是隆景派遣安國寺惠瓊秘密與秀吉議和。同年6月，由於本能寺之變，信長去世。秀吉為了討伐明智光秀，爽快地與毛利家議和，趕到近畿地方。
不過，隆景的兄長及姪子——吉川元春及吉川元長則主張追擊秀吉，然而隆景認為『剛結完盟約就毀約會讓毛利家留下汙名』，阻止元春及元長父子追擊秀吉。另外，當時備中高松城的堤道崩塌，兩軍之間湧出大量泥沼，令追擊之舉變得不可能。

### 在秀吉政權之下
毛利家在天正11年（1583年）的賤岳之戰中保持中立，是次戰事中羽柴秀吉擊敗柴田勝家，隆景將養子小早川秀包（亦即隆景的弟弟——毛利元總）送予秀吉處作為人質，毛利家遂能歸屬秀吉之下。
其後，隆景積極協助秀吉。在天正13年（1585年）的四國攻略中，立下擊敗伊予國的金子元宅的戰功。秀吉在戰後論功封賞伊予35萬石的領土給隆景，並分封宇和郡大津城35000石領土給秀包。天正14年（1586年），隆景參與秀吉的九州攻略。戰後，隆景從秀吉處受封筑前國、後國、肥前一郡共37萬1300石的領土。不過，兄長元春及姪子元長在是次九州攻略病死於軍中，隆景以一人之力輔佐輝元。天正16年（1588年），隆景從秀吉處獲封『羽柴』之姓。天正18年（1590年），隆景參戰秀吉的小田原之役（亦即討伐後北條家）。
文祿元年（1592年），朝鮮文祿之役開始。隆景作為第六隊的主將，動員一萬人攻擊全羅道，然而遭到反擊。隆景為了應付前來支援的明軍，將軍事配置到京畿道。文祿2年（1593年）於碧蹄館之戰與秀包、宗茂聯手擊退明軍。
文祿3年（1594年），從豐臣氏迎接羽柴秀俊（亦即後來的小早川秀秋）為養子。傳說中，由於40歲的輝元膝下無子，秀吉有意將秀俊作為養子送進毛利家繼承。但由於隆景認為秀俊的器量不足以繼承毛利家，重視毛利氏家血統的隆景於是面謁秀吉，建議將輝元的堂弟毛利秀元作為輝元的養子繼承毛利家，自己則接受秀俊為養子繼承小早川家。但此说存疑，因早在天正20年（文禄元年）丰臣秀吉已指定毛利秀元为毛利辉元继承人。
翌年的文祿4年（1595年）隆景隱居，讓出小早川家的家督之位。此時，隆景仍然從秀吉處獲封筑前國5萬石領土。慶長2年（1597年），隆景於三原城病逝，享年65歲。

## 仕途經歷
∗明治以前的日期以舊曆計算。
- 時期不明：中務大輔。
- 永祿3年（1560年）——元龜元年（1570年）2月：左衛門佐。
- 天正16年（1588年）：
  - 7月25日、以豐臣隆景的名義擔任侍從一職。
  - 8月2日、以待從的身份昇格從四位下。
- 文祿4年（1595年）8月6日：從正四位下昇格從三位，由參議轉任權中納言，因此被稱為『備後中納言』。隆景之前被稱為『羽柴筑前宰相』。
- 文祿5年（1596年）5月24日：被列為清華家的家格。
- 明治41年（1908年）4月2日：被追贈正三位。

## 家臣
- 梨子羽宣平
- 椋梨弘平
- 椋梨景良
- 乃美隆興
- 乃美宗勝
- 小泉與一郎
- 小泉小五郎
- 小梨式部少輔
- 草井式部少輔
- 裳懸景利
- 包久景勝
- 包久景真
- 南佐渡守
- 南縫殿允
- 林甲斐守
- 日名内慶岳
- 中屋右京進
- 手嶋景繁
- 真田大和守
- 井上春忠
- 粟屋景雄
- 磯兼景道
- 鵜飼元辰
- 岡就榮
- 桂景信
- 堅田元慶
- 國貞景氏
- 岡景忠
- 井上景家
- 飯田尊繼
- 八幡原元直
- 村上吉充
- 村上景廣
- 村上景親

## 登場作品
小說
- 瀨戶之鷹小早川隆景（叢文社、泉淳著）
- 小早川隆景（實業之日本社（日语：実業之日本社）、童門冬二（日语：童門冬二）著）
- 小早川隆景（学研、江宮隆之（日语：江宮隆之）著）
- 小早川隆景：支撐毛利的智將（PHP研究所、野村敏雄（日语：野村敏雄）著）
- 湖上之城（Aimaku出版、袖岡徹著）

影視劇
- 秀吉（1996年、NHK大河劇、演：山崎海童）
- 毛利元就（1997年、NHK大河劇、演：恵俊彰）
- 梟之城（1999年、東宝、演：家邊隆雄）
- 太閤記 獲取天下的男人・秀吉（日语：太閤記〜天下を獲った男・秀吉）（2006年、EX、演：治田敦）
- 天地人（2009年、NHK大河劇、演：横内正）
- 戰國疾風傳 二人軍師（日语：戦国疾風伝 二人の軍師 秀吉に天下を獲らせた男たち）（2011年、TX、演：田中健（日语：田中健 (俳優)））
- 軍師官兵衛（2014年、NHK大河劇、演：鶴見辰吾）

電子遊戲
- 戰國無雙4-II&無雙OROCHI 蛇魔3﹙聲優：岡本寛志）